# أوستي
 SS Ostindustrie شركة مسؤولية محدودة («الصناعة الشرقية»، والتي تختصر باسم أوستي) أحد المشروعات الصناعية العديدة التي أنشأتها الشوتزشتافل لألمانيا النازية باستخدام العمال القسريين من اليهود والبولنديين خلال الحرب العالمية الثانية. تأسست أوستي في مارس 1943 في بولندا التي تحتلها ألمانيا، تدير أوستي الشركات الصناعية اليهودية والبولندية المصادرة قبل الحرب، بما في ذلك المسابك ومصانع النسيج والمحاجر والأشغال الزجاجية. ترأس أوستي اوبرستورموهر ماكس هورن، الذي كان يتبع مباشرة لأوبر غروبن فوهرر أوزوالد بول من المكتب الرئيسي الاقتصادي والإداري لشوتزشتافل (SS-WVHA)، قسم الإدارة الاقتصادية لإس إس.  في أوجها، عمل حوالي 16000 يهوديً و1000 بولندي في الشركة، تم احتجازهم في شبكة من معسكرات العمل والاعتقال في مقاطعة لوبلان في إقليم الحكومة العامة. 
أمل إس إس-جروبنفهر أوديلو جلوبوسنيك في جعل أوستي شركة أسلحة، لكنه تخلى عن الفكرة لمواصلة عملية راينهارد بدلاً من ذلك. تم حل الشركة قبل الهجوم السوفياتي المضاد عام 1944.    تم إبادة جميع القوى العاملة في أوستي في عملية حل الشركة، خلال المرحلة الأكثر دموية من الهولوكوست في بولندا. 

## العمليات
بحلول 16 مايو 1943، سيطرت شركة أوستي على العديد من المصانع وورش العمل في جميع أنحاء بولندا، والتي تم تجميعها في خمسة من فيرك (الشغل أو يمكن ان تكون قسم) النشطة.  وشملت هذه الأعمال الزجاجية في فوومين (القسم الأول)، مصنع العشب في Dorohucza (القسم الثاني)، ومصنع للمكانس والفراشي في لوبلين (القسم الثالث)، وحلقات عمل في Bliżyn وردوم وتوماشوف (القسم الرابع)، و Splitwerk - تجمع يتكون من مصنع للأحذية ومصنع للخياطة والنجارة في معسكر الاعتقالBudzyn، ومصنع للعشب في Radom ومسبكة للحديد في لوبلين ( القسم الخامس). كان هناك العديد من فيرك الإضافية قيد الإنشاء في ذلك الوقت، بما في ذلك مصانع قطع غيار السيارات، ومعسكر الاعتقال ترونيكي ( Werk VI)، ومحجر في لوبلان ( القسم السابع)، ومصنع للأدوات الصحية الطبية ( القسم الثامن)، وورش عمل متنوعة للعبيد في لفيف و<i id="mwVA">معسكر الاعتقال</i> Poniatowa (نُقلت لاحقًا إلى Többens).  بحلول منتصف عام 1943، توقع Globocnik أن القوة العاملة في أوستي تشمل حوالي 45000 يهودي من شبكة من المعسكرات المتوازية مع الفرع الرئيسي في مجدانيك؛ ومع ذلك، فإن البنية التحتية المادية في المنطقة لم تكن كافية لإستيعاب هذه الأعداد.  

## الحل
أعتقد ماكس هورن أن العمل القسري لليهود كان الطريق للمستقبل، ولكن توقفت خططه من جراء الانتفاضات في غيتوات وارسو وبياليستوك.    في أعقاب الانتفاضات، ومع تحول مسار الحرب على الجبهة الشرقية ضد ألمانيا، قررت قوات الأمن الخاصة القضاء على بقية العمال القسريين اليهود في بولندا لمنع المزيد من الاضطرابات. في 3 نوفمبر 1943، تم تصفية القوى العاملة في أوستي بالكامل في سياق أكتيون إرنتيفست، أكبر مذبحة ألمانية لليهود في الحرب بأكملها، حيث تم إطلاق النار على حوالي 43000 ضحية في جميع أنحاء مقاطعة لوبلان في خنادق وهمية مضادة للدبابات.  في وقت لاحق، اشتكى هورن في تقرير إلى Globocnik من نتائج أكتيون إرنتيفست؛ وذكر أنه جعل أوستي «لا قيمة له على الإطلاق من خلال الانسحاب [ تكذية ] من العمل اليهودي».  أصبحت الشركة منتهية الصلاحية رسميًا في مارس 1944. 

## قائمة المراجع
- Schulte, Jan Erik (1 Jan 2007). de Gruyter (ed.). Juden in der Ostindustrie GmbH (بالألمانية). Institut für Zeitgeschichte. pp. 54–56. ISBN:3110956853. Archived from the original on 2020-03-31. Retrieved 2013-07-11. {{استشهاد بكتاب}}: |عمل= تُجوهل (help)
- "Białystok – History". بوابة شتيتل الأفتراضية (Museum of the History of Polish Jews). ص. 6–7. مؤرشف من الأصل في 2016-03-22. اطلع عليه بتاريخ 2013-07-11.